# اسلاوک هوراک
اسلاوک هوراک (چکی: Slávek Horák؛ زادهٔ ۱۲ ژانویهٔ ۱۹۷۵) یک کارگردان فیلم، فیلم‌نامه‌نویس اهل جمهوری چک است. او در فیلم مشهور کلیا، دستیار کارگردان بود. از دیگر فیلم‌های او می‌توان به هاول اشاره کرد.

## زندگی‌نامه حرفه‌ای
اسلاوک هوراک فارغ‌التحصیل مدرسه فیلم زلین است و همچنین در رشته کارگردانی در دانشکده سینما و تلویزیون آکادمی هنرهای نمایشی پراگ تحصیل کرده است. رشد سریع حرفه‌ای‌اش به‌عنوان کارگردان کمپین‌های تبلیغاتی بین‌المللی، مانع از به پایان رساندن تحصیلاتش در فامو شد، اما در عوض جوایز متعددی از جشنواره‌های بین‌المللی تبلیغات کسب کرد.
او دو فیلم کوتاه برای پروژه بین‌المللی استریت۸ ساخت که هر دو در میان شش فیلم برتر انتخاب شدند و در جشنواره فیلم کن به نمایش درآمدند. هوراک همچنین به‌عنوان دستیار کارگردان با یان اسویراک در فیلم برنده اسکار کلیا (۱۹۹۶) همکاری کرد. در سال ۲۰۱۲، شرکت تهیه و تولید خودش با نام تووربا فیلمز را تأسیس کرد. فیلم مراقبت خانگی نخستین فیلم بلند اوست. این فیلم به‌عنوان نماینده جمهوری چک برای رقابت در بخش جایزه اسکار بهترین فیلم بین‌المللی در هشتاد و هشتمین دوره جوایز اسکار انتخاب شد.